# Зоран Насковић
Зоран Насковић (Косовска Каменица, 5. јул 1971) је генерал-мајор Војске Србије. Тренутни је командант Копнене војске Војске Србије  Бивши је командант Команде за обуку.

## Образовање
- Високе студије безбедности и одбране, 2021.
- Генералштабно усавршавање, 2012.
- Командно-штабно усавршавање, 2006.
- Војна академија копнене војске, смер оклопно-механизоване јединице, 1994.

## Досадашње дужности
- Командант Команде за обуку
- Командант Прве бригаде копнене војске
- Помоћник команданта Копнене војске за операције
- Заменик команданта Четврте бригаде копнене војске
- Начелник штаба Треће бригаде копнене војске
- Начелник Одсека за оперативне послове, 211. оклопна бригада, Копнене снаге
- Командант механизованог батаљона, 78. моторизована бригада, Приштински корпус
- Командант механизованог батаљона, 243. механизована бригада, Приштински корпус
- Командир механизоване чете, 243. механизована бригада, Приштински корпус
- Командир механизованог вода, 243. механизована бригада, Приштински корпус
- Командир тенковског вода, 243. механизована бригада, Приштински корпус

## Унапређења
- Генерал-мајор, 2025.
- Бригадни генерал, 2019.
- Пуковник, 2013.
- Потпуковник, 2008.
- Мајор, 2005.
- Капетан прве класе, 2001.
- Капетан, 1999.
- Поручник, 1997.
- Потпоручник, 1994.

## Одликовања
- Војна спомен-медаља за изузетне резултате у војној служби за официра — први пут, 2019.
- Војна споменица „Двадесетогодишњица одбране отаџбине од НАТО агресије“, 2019. Орден заслуга за одбрану и безбедност, трећег степена, 2017.
- Војна споменица за обележавање јубиларних годишњица Војске Србије, 2016.
- Медаља за ревносну службу, сребрна, 2016.
- Медаља за 20 година ревносне службе, 2016.
- Војна спомен-медаља за учешће у борбеним дејствима на територији Републике Србије, 2016.
- Војна спомен-медаља за учешће у борбеним дејствима на територији СРЈ, 2015.
- Медаља за заслуге, златна, 2015.
- Орден за заслуге у областима одбране и безбедности, трећег степена, 2001.